# Francisco Alves
Francisco Alves är en kommun i Brasilien.   Den ligger i delstaten Paraná, i den södra delen av landet, 1 100 km sydväst om huvudstaden Brasília. Antalet invånare är 6 424.
Omgivningarna runt Francisco Alves är huvudsakligen savann. Runt Francisco Alves är det glesbefolkat, med 10 invånare per kvadratkilometer.